# Leptorhizoecus deharvengi
Leptorhizoecus deharvengi är en insektsart som beskrevs av Williams 1998. Leptorhizoecus deharvengi ingår i släktet Leptorhizoecus och familjen ullsköldlöss. Inga underarter finns listade i Catalogue of Life.